# (5364) 1980 RC1
(5364) 1980 RC1 là một tiểu hành tinh vành đai chính. Nó được phát hiện bởi Zdeňka Vávrová ở Đài thiên văn Kleť gần České Budějovice, Cộng hòa Séc, ngày 2 tháng 9 năm 1980.